# Interpolationssatz von Katětov
Der Interpolationssatz von Katětov (englisch Katětov's interpolation theorem) ist ein Lehrsatz, welcher dem mathematischen Teilgebiet der  Topologie zuzurechnen ist. Er geht zurück auf den tschechischen Mathematiker Miroslav Katětov und gibt eine Verallgemeinerung des bekannten Fortsetzungssatzes von Tietze.

## Formulierung des Satzes
Der Satz lässt sich formulieren wie folgt:
Gegeben sei ein normaler topologischer Raum {\displaystyle X}.
Seien weiter gegeben zwei halbstetige reellwertige Funktionen {\displaystyle g,h\colon X\to \mathbb {R} }  und es sei vorausgesetzt, dass {\displaystyle g} oberhalbstetig sei, dass {\displaystyle h} unterhalbstetig sei  und dass dabei stets die Ungleichung {\displaystyle g(x)\leq h(x)\;\;(x\in X)} bestehe.
Dann existiert eine stetige Funktion {\displaystyle f\colon X\to \mathbb {R} }, welche {\displaystyle g} und  {\displaystyle h} interpoliert, 
für welche also punktweise die Ungleichung
{\displaystyle g\leq f\leq h} 
besteht.